# František Antonín Müller
František Antonín Müller, také Franz Anton (Ferdinand) Müller (1693 Žatec – 29. března 1753 Praha) byl český malíř německé národnosti, který maloval především chrámové fresky a oltářní obrazy vrcholného až pozdního baroka, činný v Čechách, především v Praze.

## Život
Franz Müller se nejdříve vyučil holičem. Potom začal malovat, a stejně jako jeho vrstevník Jan Petr Müller-Molitor (s nímž bývá někdy zaměňován), se vyučil v Praze na Starém Městě v dílně Václava Vavřince Reinera. Po několikaletém učení byl roku 1736 přijat do staroměstského malířského cechu a získal městské právo v Praze.
Maloval v Reinerově stylu a barevnosti jak olejomalby, tak fresky. Kromě náboženských témat maloval také žánry a květiny.
Zemřel v Praze ve věku 58 let a byl pohřben v kostele sv. Štěpána Menšího na Starém Městě, kde jeho hrob zanikl, stejně jako kostel.

## Dílo

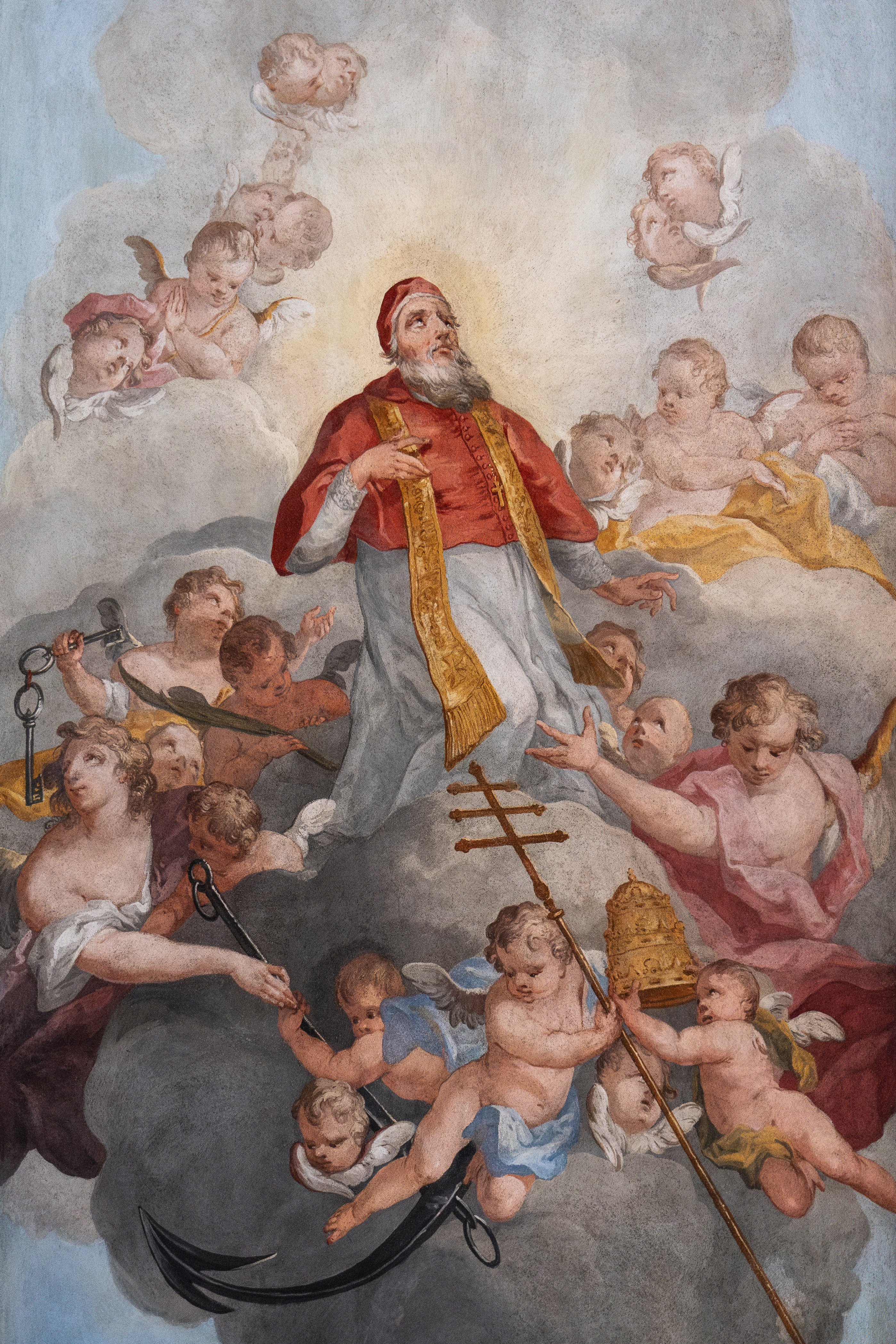
Apoteóza sv. Klimenta, Klementinum

- Apoteóza sv. Klimenta ve štukovém rámu Bernarda Spinettiho, nástropní malba, původně v kapli, nyní konferenční a přednáškový sál Národní knihovny ČR v 1. patře západního křídla Klementina, 30. léta 18. století.[2]
- Oltářní obraz sv. Výclava v kostele sv. Václava v Činěvsi
- Výzdoba kaple sv. Bernarda v klášteře cisterciáků v Plasích (1739-1740)
- Obraz na hlavním oltáři v děkanském kostele sv. Jakuba v Berouně, připisovaný Janu Petru Molitorovi (1741)
- Pana Marie se čtrnácti sv. pomocníky ve františkánském kostele Nejsvětější Trojice v Hořovicích, (1744 nebo 1752), fragmenty nástěnné malby také v protějším hospicu (trafika) v bývalém Františkánském klášteře
- Všichni svatí v kostele Všech svatých v Litoměřicích. (1744)
- Výzdoba kostela sv. Petra a Pavla v Březně u Chomutova, (1750)
- Svatováclavská legenda v kostela sv. Václava v Čachovicích, (1751)
- Korunovace Panny Marie, nástropní malba v kostele Narození Panny Marie v Miličíně, (s J. V. Spitzerem ), (1754)[3]
- Osvobození sv. Petra, obraz na hlavním oltáři a obrazy Panna Marie mezi světci na nebesích a Zajetí svatého Vojtěcha na postranních oltářích kostela sv. Petra v okovech ve Velence na Nymbursku.
- Obraz sv. Barbory v kostele sv. Kiliána v Davli